# Spišské Tomášovce

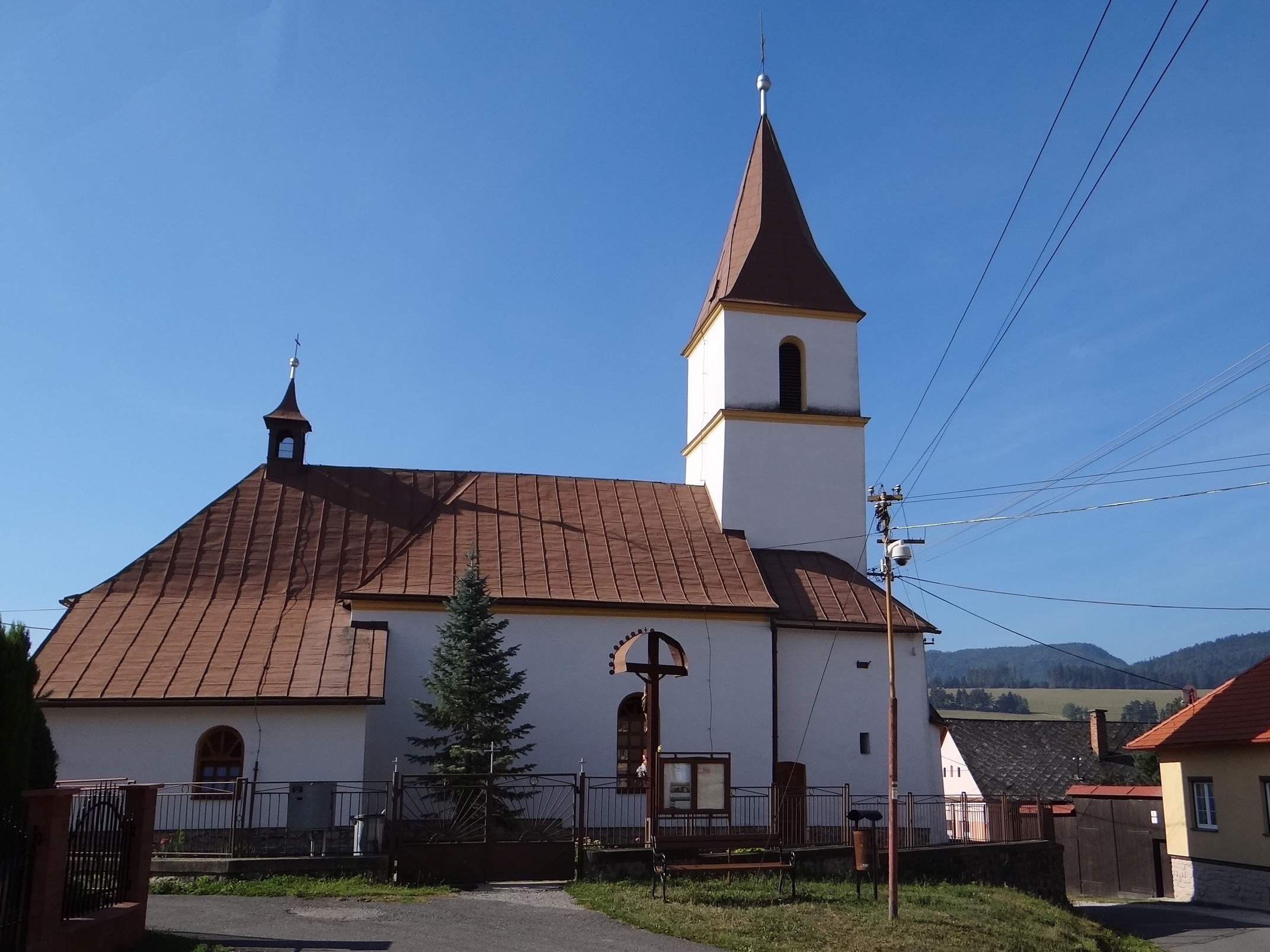
Kościół

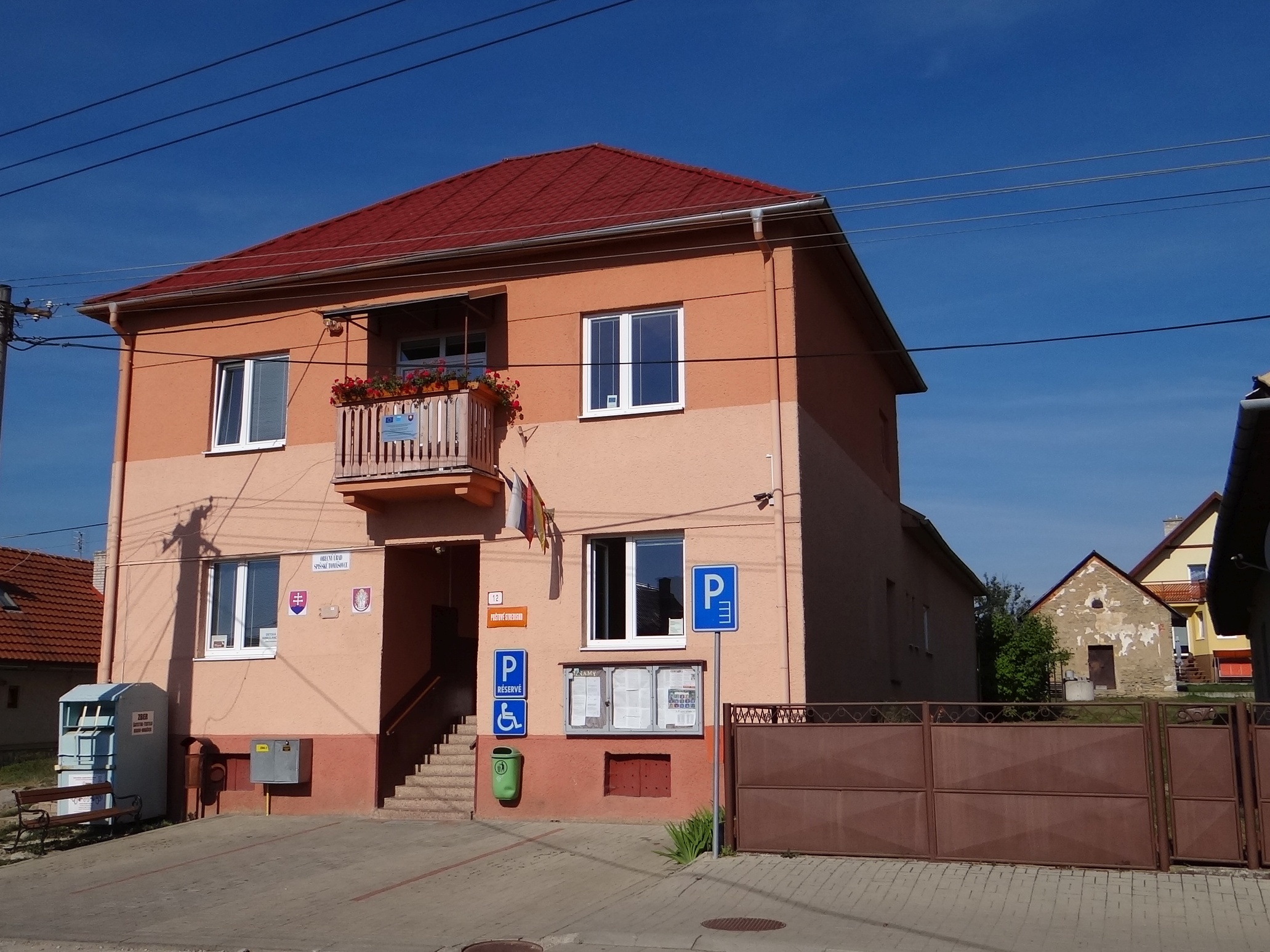
Poczta

Spišské Tomášovce (do 1927 Tomášovce, niem. Tomsdorf, węg. Szepestamásfalva , do 1899 Tamásfalu) – wieś i gmina (obec) na Słowacji, w powiecie Nowa Wieś Spiska, w kraju koszyckim. Położone są na Kotlinie Hornadzkiej, u północnych granic Słowackiego Raju.

## Historia
Miejscowość założył ok. 1200 niejaki Tomasz, syn Bota, choć pierwsi ludzie w tych okolicach mieli już mieszkać w neolicie. Wspomniany Tomasz miał zajmować się uprawą winorośli – takie też było pierwsze zajęcie osadników. Po raz pierwszy wieś wspominano w dokumencie w 1229 jako Villa Thome. W połowie XIII stulecia okolice zostały spustoszone przez Tatarów. Mieszkańcy wsi ukrywali się w klasztorze w Słowackim Raju. Po odejściu Tatarów do miejscowości sprowadzono kolonistów niemieckich, którzy mieli pomóc odbudować zniszczony kraj.
Przez następne stulecia Tomášovce dzieliły losy Spiszu. Kilkakrotnie nawiedzały je pożary i inne klęski żywiołowe. W II połowie XIX wieku miejscowość zyskała połączenie z Boguminem i Koszycami dzięki Kolei Koszycko-Bogumińskiej.
W 2001 na 1517 mieszkańców było 1329 Słowaków oraz 143 Romów. 94% zadeklarowało się jako rzymscy katolicy.

## Nazwy miejscowości na przestrzeni wieków
- 1229 – Villa Thome
- 1261 – due ville Thamasy
- 1265 – Minor tamasy
- 1565 – Tomesdorf
- 1773 – Tomassowce
- 1850 – Tomsdorf, Tomassovce (powiat Levoča / Lewocza)
- 1869 – Tomásfalu (powiat Hornádska kotlina)
- 1900 – Tomásfalu (powiat Spišská Nová Ves / Nowa Wieś Spiska)
- 1910 – Szepestomásfalva (powiat Spišská Nová Ves)
- 1927 – Spišské Tomášovce (powiat Spišská Nová Ves)[7]

## Liczba mieszkańców od 1869
| Rok  | Liczba mieszkańców | Liczba domów |
| ---- | ------------------ | ------------ |
| 1869 | 440                | –            |
| 1880 | 493                | 99           |
| 1890 | 497                | 99           |
| 1900 | 509                | 106          |
| 1910 | 491                | 96           |
| 1921 | 517                | 104          |
| 1930 | 578                | 105          |
| 1950 | 677                | 118          |
| 1961 | 876                | 150          |
| 1970 | 1136               | 199          |
| 1980 | 1216               | 241          |
| 1991 | 1224               | 262          |
| 2001 | 1517               | 274          |
| 2011 | 1734               |              |

## Cenne obiekty
- Kościół św. Michała Archanioła. Jego początki sięgają XIV wieku, powstał jako świątynia gotycka, w 1846 przebudowany został w stylu klasycystycznym. Wyposażenie głównie z XVIII i XIX stulecia.
- Lipy przy cmentarzu kościelnym.
- W osadzie Hadušovce, należącej do wsi, znajduje się plebania, pierwotnie renesansowa, później przebudowana.

Szlak turystyczny
  Spišské Tomášovce – rozdroże Pod Tomášovským výhľadom – Tomášovský výhľad. Czas przejścia 45 min